# Andån
Andån är ett vattendrag  i mellersta Hälsingland, Ovanåkers kommun. Åns längd är cirka 20 km totalt. Största biflöde är Sinderån. 
Andån är det största av Rösteåns biflöden nedströms Lång-Rösten och rinner upp i trakterna av Harsa (källflöde Prästvallån). Efter ett starkt forsande lopp förbi Fluren lugnar Andån ner sig betydligt, särskilt sedan den mottagit Sinderån från vänster. Sträckan nedanför Sinderåns inflöde lämpar sig därför väl som kanotled. Slutligen mynnar Andån i sjön Lill-Rösten mellan Röstabo och Galvsbo.
Enligt Ovanåkers kommuns översiktsplan är Andån reproduktionsområde för en naturlig stam av storvuxen öring i Galvsjön. Enligt samma översiktsplan har Andåns dalgång rik lövvegetation och innehåller värdefulla växter.
Längs Andån har Länsstyrelsen avsatt ett 141 hektar stort område som naturreservat med namnet Andån.